# Weiterbildungsgeld
In Österreich heißt der Bildungsurlaub Bildungskarenz. Weiterbildungsgeld ist eine Sozialleistung, die nach dem österreichischen Arbeitslosenversicherungsgesetz § 26 vom Arbeitsmarktservice an Personen, die sich in einer (Bildungs-)Karenz befinden, gezahlt wird.
Voraussetzung für den Bezug ist ein aufrechtes Dienstverhältnis im arbeitsrechtlichen Sinn. Seit 1. Januar 1998 sieht das AVRAG (Arbeitsvertragsrechts-Anpassungsgesetz) die Möglichkeit einer Bildungskarenz (§ 11) oder eine Freistellung gegen Entfall des Arbeitsentgeltes (§ 12) vor. Zur wirtschaftlichen Absicherung während dieser Zeit kann beim AMS ein Weiterbildungsgeld in der Höhe des Arbeitslosengeldes beantragt werden.
Voraussetzung neben der Vereinbarung mit dem Dienstgeber ist, dass ein Anspruch auf Arbeitslosengeld vorhanden ist („Anwartschaft“) und dass keine über der Geringfügigkeitsgrenze liegende Tätigkeit ausgeübt wird. Anstelle des AVRAG können auch gleichartige bundes- oder landesgesetzliche Regelungen treten.
- Die Bildungskarenz nach § 11 AVRAG dauert zwischen 2 Monaten und einem Jahr. Sie ist erst ab Beginn des siebten Monats beim gleichen Dienstgeber möglich. Hier muss nachgewiesen werden, dass an einer Weiterbildungsmaßnahme im Ausmaß von mindestens 20 Wochenstunden (an Hochschulen: 4 SWS oder 8 ECTS) teilgenommen wird. (Für Saisonbedienstete und Personen mit Betreuungspflichten gelten Spezialregelungen.)
- Bei der Freistellung nach § 12 AVRAG muss vom Dienstgeber die Beschäftigung einer Ersatzarbeitskraft nachgewiesen werden, die zuvor Arbeitslosengeld oder Notstandshilfe bezogen hat. Durch das Weiterbildungsgeld sollen auch Arbeitsplätze für Arbeitslose geschaffen werden. Hier beträgt die mögliche Dauer zwischen 6 Monaten und einem Jahr.

Die Anwartschaft muss aber erfüllt sein (12 Monate alv-pflichtige Beschäftigung in den letzten beiden Jahren beim ersten Bezug, ansonsten 6,5 Monate arbeitslosenversicherungspflichtige Beschäftigung im letzten Jahr)!
Nach eher mäßigem Zuspruch wurde das Weiterbildungsgeld mit Jänner 2008 vom Gesetzgeber attraktiver ausgestaltet. War vorher das Weiterbildungsgeld für unter 45-Jährige mit dem Tagessatz für das Kinderbetreuungsgeld (2008: 14,53 Euro) sehr niedrig, gilt nun für alle Altersstufen die Höhe des in der Regel deutlich höheren Arbeitslosengelds.
Die Bildungskarenz erwies sich in den letzten Jahren als nicht treffsicher, da sie zum Teil als Mittel zur Verlängerung der Babykarenz verwendet wurde,  und wurde von verschiedenen Seiten als reformbedürftig erachtet. Für eine nötige Budgetsanierung wird im Zuge von Gesprächen im Jänner 2025 zur Bildung einer FPÖ-ÖVP-Regierung auch die Reduktion der Ausgaben für die Bildungskarenz angesprochen. Mit Beschluss des Nationalrats vom 7. März 2025 wurde die staatliche Unterstützung per 31. März 2025 abgeschafft. Für laufende und bereits vereinbarte Bildungskarenz gibt es Übergangsregelungen. Eine Neuregelung wurde in Aussicht gestellt.

## Deutschland
Ende 2021 meldete der ORF, dass Deutschland plane, ein System der Bildungszeiten einzuführen. Im November 2022 wurde das sog. Bürgergeld-Gesetz beschlossen. U. a. ist in diesem Gesetz für Arbeitslose und Beschäftigte, die Bürgergeld beziehen, während einer berufsabschlussbezogenen Weiterbildung die Zahlung eines Weiterbildungsgeldes in Höhe von 150 Euro pro Monat vorgesehen. Zum 1. Juli 2023 wurden die Leistungen Weiterbildungsprämie und Weiterbildungsgeld eingeführt (§ 87a SGB III), die für die Rechtskreise SGB II und SGB III gelten.